# 裏メンズ5
『裏メンズ5』（うらメンズファイヴ）は、1991年5月25日に発売されたMEN'S 5の1stスタジオ・アルバムである。

## 概要・略歴
1989年（平成元年）に結成したMEN'S 5の1stアルバムである。メンバーのうち、今田太郎こと岡田陽助、淡谷三治こと佐藤公彦は、前年1988年（昭和63年）に近田春夫が結成した近田春夫&ビブラストーン（のちのビブラストーン）のメンバーであった。楽曲は当初メンバーがデモテープとして利用することを目的に収録したものであったが、1989年にビブラストーンがファーストアルバム『Vibra is Back』をリリースしたSFC音楽出版（現ウルトラ・ヴァイヴ）のレーベル「SOLID RECORDS」から、本アルバムもリリースされた。両盤とも、プロデューサー（高護）、ディレクター、マスタリング・エンジニア等が同一である。
「特別付録」とされた「トベトベツチノコ」には、「ツチノコガール」として、キャット三木がフィーチャーされている。三木は、のちにポニーキャニオンからリリースされたMEN'S 5のデビューシングル「サンディー (本名はヨシヲ)」（1991年12月4日発売）での淡谷とのデュエット等、初期のMEN'S 5に欠かすことのできないサポートメンバーである。
本アルバムのアートディレクションとイラストレーションを担当したMIZUMORE EDO（水もれエド、現エドツワキ）は、ジャケットの裏面のイラストに、本盤のエグゼクティブ・プロデューサーであり、SFC音楽出版の社長である高護の写真をフィーチャーしている。また、本アルバムのディスク全面には、川勝正幸のMEN'S 5評が全面に刷りこまれている。
同年中にMEN'S 5は、ビブラストーン同様、ポニーキャニオンからメジャー・デビューを果たすことになり、翌1992年リリースの2ndアルバム/メジャー・デビュー・アルバム『NAKED MEN -まる出し男-』に、本作から、「AV GAL」「いい曲できるゾ!!」「うんこはきれい」の3曲が改めて収録され、また1997年の東芝EMI（現EMIミュージック・ジャパン）移籍後に「才能の証明」（1998年）がシングルリリースされたが、「真珠」は、「歌詞のやばさから」メジャー・リリースはされなかった。

## クレジット
- 編曲・演奏 MEN'S 5
  - 今田太郎 （ギター）
  - 陣次郎 （ベース）
  - 淡谷三治 （ボーカル）
  - 盆帆与四 （キーボード）
  - 館一五六七 （ドラムス）

- ツチノコガール キャット三木

- プロデュース MEN'S 5
- エグゼクティヴプロデューサー MAMORU KO
- ディレクター MASATO TAKAHASHI / TSUTOMU OHTA
- レコーディング・エンジニア YOSUKE OKADA
- マスタリング・エンジニア TERUAKI IGARASHI
- アートディレクション / イラストレーション MIZUMORE EDO
- プログラミング MASAMI NISHIJIMA / YOSUKE OKADA
- ストリングス・アレンジ HARUNOBU OKUBO
- スペシャル・サンクス 沖山さん / プロドラマーさるさん
- レコーディング 畑の中の首STUDIO
- ミキシング STUDIO MIX[2]

## 収録曲
全編曲：MEN'S 5、特記以外作詞：淡谷三治
1. オナニー'90
  - 作曲：淡谷三治・わらす
2. AV GAL
  - 作曲：淡谷 n' 次郎
3. いっちゃいけない
  - 作曲：淡谷 n' 次郎
4. いい曲できるゾ!!
  - 作曲：淡谷 n' 次郎
5. 〜極道シリーズ第2弾〜 真珠
  - 作曲：淡谷 n' 次郎
6. インポ天使BLUES
  - 作詞・作曲：陣次郎
7. 君の眼をプッチュン!
  - 作詞・作曲：わらす
8. 才能の証明
  - 作曲：淡谷 n' 次郎 + 太郎
9. あゝ無情 〜Say! No Fitch!!〜
  - 作詞・作曲：淡谷 n' 次郎
10. うんこはきれい
  - 作曲：淡谷 n' 次郎
11. 〜特別付録〜 とべとべツチノコ
  - 作詞・作曲：ノンクレジット

## 関連事項
- 1991年の音楽
- ビブラストーン
- ウルトラ・ヴァイヴ